# Mapei
Mapei var ett italienskt cykelstall som tävlade mellan 1993 och 2002. Stallets namn ändrades beroende på vilken co-sponsor stallet hade och stallet tävlande under följande namn under sin existens: 
- Mapei (1993)
- Mapei-Clas (1994)
- Mapei-GB (1995-1997
- Mapei-Bricobi (1998)
- Mapei-Quickstep (1999-2002).

Mapeis sponsorsatsning kom av att Mapeis ägare Giorgio Squinzi var mycket cykelintresserad. Han var själv ägare till företaget Mapei som var specialiserat på fästmassor och kemiska produkter för byggnadsindustrin.
Stallet var under sin existens dominerande i världen och vann UCI:s lagranking 1994–2000 och 2002. Speciellt dominerande var man i endagarslopp där vårklassikerna ingår. Speciellt genom cyklister som Johan Museeuw, Michele Bartoli, Andrea Tafi, Franco Ballerini och Paolo Bettini. Man lyckades med dessa cyklister till exempel vinna Paris-Roubaix hela fem gånger. I Grand Tours var Mapei inte alls lika tongivande som i endagsloppen. Till exempel lyckades Mapei aldrig vinna Tour de France totalt trots upprepade försök. Men man lyckades vinna både Giro d'Italia och Vuelta a España genom Tony Rominger.
Men det var inte alltid friktionsfritt att vara ett så dominerande stall med så många duktiga cyklister. Ett talade exempel för detta var tvisten mellan Michele Bartoli och Paolo Bettini. Bartoli som var lagets stora stjärna med totalseger i Världscupen både 1997 och 1998 och förstaplats på UCI:s ranking hade haft stor hjälp hjälp av den då unge lovande hjälpryttaren Paolo Bettini. När Bartoli skadade sig under säsongen 1999 fick Bettini chansen att åka som kapten i laget och gjorde det med bravur med seger i vårklassikern Liège-Bastogne-Liège som största fjäder i hatten. När sedan Bartoli kom tillbaka efter skadan ansåg sig båda cyklisterna förtjänta av kaptensrollen. Detta ledde till osämja mellan de båda cyklisterna som kulminerade under VM i Lissabon 2001. Under linjeloppet vägrade dem att samarbeta med varandra vilket ledde till att spanjoren Óscar Freire, också han Mapei-cyklist, kunde avgå med segern. Tvisten slutade med att Bartoli inför säsongen 2002 gick till Fassa Bortolo.
Stallet har levt kvar efter 2002 men med andra sponsorer och följaktligen med andra namn, först som Quick Step-Davitamon  och nu senast som Quick Step-Innergetic.
Mapei sponsrade parallellt med det professionella laget ett utvecklingslag som fostrade blivande storcyklister såsom blivande tempo-världsmästarna Michael Rogers och Fabian Cancellara, blivande Milano-San Remo- och Tour de France-etappvinnaren Filippo Pozzato och Bernhard Eisel.

## Kuriosa
Ett tecken på Mapeis oerhörda dominans på endagarstävlingarna under den senare hälften av 1990-talet kom under Paris-Roubaix 1996. Mapei-GB, som stallet då hette, lade beslag på samtliga pallplatser och skulle också tagit fjärdeplatsen om det inte vore för att Franco Ballerini olyckligt punkterade tre gånger inom loppet av 12 kilometer 17 mil in i loppet. När de tre Mapei-cyklisterna i ensam ledning närmade sig målet i Roubaix ringde stallets sportdirektör Patrick Lefevere upp lagets ägare Giorgio Squinzi, som befann sig i Italien, för att höra om Squinzi hade några synpunkter på i vilken ordning cyklisterna skulle placera sig. Lefevere fick av Squinzi order om att Johan Museeuw skulle vinna framför Gianluca Bortolami och Andrea Tafi eftersom Museeuw hade störst chans att vinna Världscupen totalt.

## Kända cyklister i Mapei genom åren
| Namn                | Land     |
| ------------------- | -------- |
| Manuel Beltrán      | Spanien  |
| Andrea Tafi         | Italien  |
| Gianluca Bortolami  | Italien  |
| Gianni Bugno        | Italien  |
| Oscar Camenzind     | Schweiz  |
| Fernando Escartín   | Spanien  |
| Óscar Freire        | Spanien  |
| Stefano Garzelli    | Italien  |
| Franco Ballerini    | Italien  |
| Johan Museeuw       | Belgien  |
| Daniele Nardello    | Italien  |
| Pavel Tonkov        | Ryssland |
| Frank Vandenbroucke | Belgien  |
| Tony Rominger       | Schweiz  |
| Axel Merckx         | Belgien  |
| Tom Steels          | Belgien  |
| Michele Bartoli     | Italien  |
| Paolo Bettini       | Italien  |
| Jan Svorada         | Tjeckien |
| Abraham Olano       | Spanien  |